# Victoria melanochlora
Victoria melanochlora là một loài bướm đêm trong họ Geometridae.